# Плющ Олексій Львович
Олексі́й Льво́вич Плю́щ (* 13 (25) травня 1887, Оленівка — сучасний Борзнянський район — 13 (26) травня 1907) — український письменник та перекладач (псевдоніми О. Дафненко, О. Дафне-Гедеренко, Смутненко).

## Життєпис
Родина переїхала до Варшави, там закінчив гімназію.
В 1906—1907 роках навчався у Ніжинському історико-філологічному інституті.
Його перші літературні датуються 1902 роком — працював над перекладом «Слова о полку Ігоревім» українською мовою. По тому перекладав поезії Генріха Гейне, почав писати власні вірші.
В 1905—1906 роках написав: повість «Великий в малім та малий у великім», драму «Смерть поета», оповідання «Записки недужої людини», «Плач шаленого», «Сповідь (записки одного з багатьох)», 1904, «Страшна помилка».
Займається громадською роботою, внаслідок матеріальної скрути змушено репетиторствує та читає платні лекції.
Плідно працював в ніжинській «Просвіті», написав і прочитав, серед іншого, реферат «На роковини Т. Г. Шевченка».
Відсвяткувавши свої двадцяті роковини, наступного дня Олексій Плющ застрелився.
Художні твори його завіялися часом. 1911 року в «Одеському літературному союзі» було видано лише відомі ранні твори; перевидані 1930 в Києві.
Дослідники творчості зазначають, що в 1905—1907 роках були написані, але за життя не опубліковані романи «Вперед» та «В катовні», п'єси «Перед світом», «Годі», до 15 незавершених творів, з них повість «Два приятелі, або Чи Христос, чи революція?» та роман «Метаморфози».
З видань в наступному часі:
- «Смерть поета: Драматична фантазія» — Київ, «Дніпро», 1991,
- «Сповідь: Новелістика. Повість. Драматична фантазія. Поезія. Листи» — Київ, «Дніпро», 1991.